# ペルシア語訳聖書

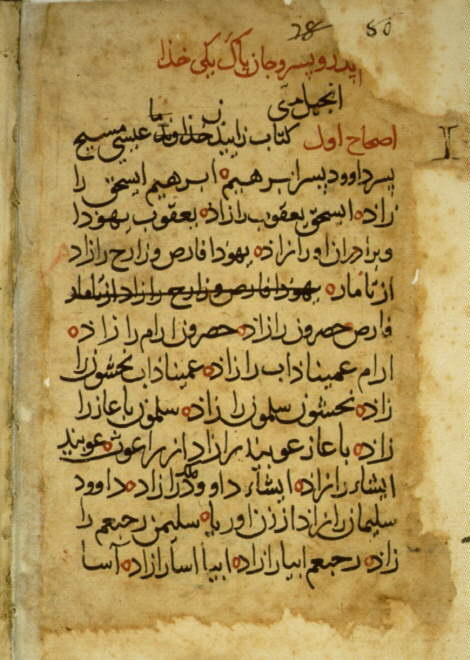
14世紀作られた「マタイによる福音書」の最初の数節で、現存する最古のペルシア語訳聖書の断片（バチカン図書館所蔵）で、「父と子と聖霊の御名において」で始まっている。

ペルシア語訳聖書（ペルシアごやくせいしょ、英語: Bible translations into Persian）は、キリスト教聖書のペルシア語およびそれと兄弟姉妹関係にあるダリー語およびタジキスタン語への翻訳を記す。ペルシア語はイランの公用語で、インド・ヨーロッパ語族インド・イラン語派に属する。表記文字はアラビア文字から派生したペルシア文字を使うが、タジキスタン語のみは20世紀前半からキリル文字を使うようになった。

## ペルシア語版聖書

### 中世以前
中世以前にも聖書の一部がペルシア語へ翻訳されている。13世紀および16世紀の例は上記リンクを参照。

### 近代
近代になって、1804年にヘンリー・コールブルック（Henry Thomas Colebrooke）の四福音書のペルシア語訳がカルカッタで行われた。ヘンリー・マーチンはインドのセランポア宣教出版社（Serampore Mission Press）で活躍したウィリアム・ケアリーと同時代人で、1811年に当時のペルシアへ旅行して、1812年にはペルシア人助手とで新約聖書を完成した。そこで新約聖書をシャーに献上したりもしている。出版は1815年であった。
1845年、旧約聖書もヘブライ語からペルシア語へウィリアム・グレン（William Glen）とペルシア人助手によって翻訳され、エディンバラで出版された。1846年にはマーチンの新約聖書と共に、全聖書が出版されて、『ペルシア語旧聖書』（POB）と呼ばれる。
1896年に、この聖書は（Robert Bruce）により当時のペルシア語に添って改訂され、これは『旧ペルシア語版』（OPV）と呼ばれている。

### 現代
20世紀の後半に入り、イランではキリスト教関係文書の配布は違法であるが、様々なペルシア語訳聖書が出版された。1979年にはペルシア語『リビング・バイブル』（Persian Living Bible、略称：PLB）が出版された。
1995年には、聖書協会により『現代語聖書』（Persian Contemporary Bible、略称：PCB）がビブリカ（Biblica）から出て、これは意訳（動的等価訳）聖書である。
21世紀になり、2007年にはペルシア語『今日のペルシア語聖書』（Today's Persian Version、略称：TPV）が聖書協会世界連盟により出版された。これも意訳聖書である。
2014年に、『新ミレニウム聖書』（New Millenium Bible、NMB）がイギリスのElam Ministriesから出た。これはEswordでも、モバイル版でも使える。

## ダリー語訳聖書
アフガニスタンで使われているペルシア語をダリー語と呼んでいる。ダリー語はパシュトー語と共にアフガニスタンの二つの公用語で、ペルシア文字で表記する。
1982年には、ダリー語の『新約聖書』がラホールのパキスタン聖書協会で出版された。2007年には、旧約聖書を含む全聖書が出版された。

## タジク語訳聖書
タジクで使われているペルシア語はタジク語と呼ぶようになった。タジクの公用語であり、伝統的にはペルシャ文字を使っていたが、20世紀前半にソヴィエト連邦体制に入り、短期間ラテン文字を使った後、キリル文字に四文字を加えて表記するようになった。
1992年には、タジク語訳聖書が聖書翻訳研究所で作られて、タジキスタン聖書協会で発行された。

## 訳文の比較
| Translation                        | ヨハネによる福音書3章16節 |
| ---------------------------------- | --- |
| 『ペルシア語旧聖書』（POB）1876年  | « زیرا که خدا آن قدر جهان را دوست داشت که فرزند یگانه خود را ارزانی فرمود که تا هر کس که بر او ایمان آورد هلاک نشود بلکه زندگانی جاوید یابند. |
| 『旧ペルシア語版』(OPV）1896       | زیرا خدا جهان را اینقدر محبت نمود که پسر یگانه خود را داد تا هر‌که بر او ایمان آورد هلاک نگردد بلکه حیات جاودانی یابد.                         |
| 『今日のペルシア語聖書』(TPV)      | زیرا خدا جهانیان را آن‌قدر محبّت نمود كه پسر یگانهٔ خود را داد تا هرکه به او ایمان بیاورد هلاک نگردد، بلكه صاحب حیات جاودان شود.                 |
| 『新ミレニウム聖書』(NMV)          | «زیرا خدا جهان را آنقدر محبت کرد که پسر یگانة خود را داد تا هر که به او ایمان آوَرَد هلاک نگردد، بلکه حیات جاویدان یابد.                        |
| ダリー語                           | زیرا خدا به دنیا آنقدر محبت داشت که پسر یگانۀ خود را داد تا هر که به او ایمان بیاورد هلاک نگردد، بلکه صاحب زندگی ابدی شود.                    |
| タジク語（聖書翻訳研究所、1997年） | Зеро Худо ҷаҳонро чунон дӯст дошт, ки Писари ягонаи Худро дод, то ҳар кӣ ба Ӯ имон оварад, талаф нашавад, балки ҳаёти ҷовидонӣ ёбад.          |
| タジク語（聖書翻訳研究所、2010年） | Зеро Худо ҷаҳонро чунон дӯст дошт, ки Писари ягонаи Худро дод, то ҳар кӣ ба Ӯ имон оварад, намирад, балки ҳаёти абадӣ дошта бошад.            |